# 吉野実紗
吉野 実紗（よしの みさ、1981年7月29日 - ）は日本の舞台女優、女優。
東京都出身。文学座所属。父は俳優の菅野菜保之、母は俳優の吉野由志子。

## 来歴
2004年　青山学院大学文学部フランス文学科卒業。2005年　文学座附属演劇研究所入所。2010年　文学座座員となり現在に至る。

## 出演

### 舞台
2008年
- 『口紅〜rouge〜』（文学座本公演）東京芸術劇場・小ホール - 初舞台

2009年
- 『花咲くチェリー』(本公演)紀伊國屋ホール
- 『かぐや姫』(本公演)日生劇場
- 岸田國士小品選『紙風船』銀座小劇場

2010年
- 『善人なおもて往生をとぐ〜親鸞 わが心のアジャセ〜』広島ALSOKホール
- 『わが町』（本公演）全労済・スペースゼロ
- 『トロイアの女たち』(文学座アトリエ公演）
- 『お気に召すまま』（シェイクスピア・シアター）紀伊国屋ホール

2011年
- 『花咲くチェリー』地方公演
- 『連結の子』(本公演)吉祥寺シアター

2012年
- 『三人姉妹』(本公演）紀伊國屋ホール
- 『エゲリア』(本公演)吉祥寺シアター
- 『海の眼鏡』(アトリエ)

2013年
- 『お気に召すまま』(シェイクスピア・シアター)俳優座劇場
- 『山月記』『赤い蝋燭と人魚』そら塾

2014年
- 『尺には尺を』（本公演）あうるすぽっと
- 『新版　天守物語』フェスティバルホール、オーチャードホール
- 『ニッポニアニッポン〜横浜・長谷川伸・瞼の母〜』ＫＡＡＴ神奈川芸術劇場
- シェイクスピア・リーディング『新ハムレット』新モリヤビル第一稽古場
- シェイクスピア・リーディング『ヘンリー八世』新モリヤビル第一稽古場

2015年
- 『華と石と』（朋友）シアターサンモール
- 『トロイラスとクレシダ』(せたがや文化財団,文学座,兵庫県立芸術文化センター)世田谷パブリックシアター、他

2016年
- 新版　現代能『安倍晴明』　フェスティバルホール
- 『何かいけないことをしましたでしょうか？と、いう私たちのハナシ。』(本公演)紀伊國屋サザンシアター、他
- 『ハーヴェイ』俳優座劇場

2017年
- 『食いしん坊万歳!〜正岡子規青春狂詩曲〜』(本公演)　紀伊國屋サザンシアターTAKASHIMAYA
- 『怪人二十面相』アトリエ
- 『中橋公館』（本公演）紀伊国屋ホール
- 『冒した者』（アトリエ）

2018年
- 『近松心中物語』(シス・カンパニー)新国立劇場中劇場
- 『消えていくなら朝』新国立劇場小劇場　他
- 『これが戦争だ』東京芸術劇場　アトリエウエスト

2019年
- 『ハーヴェイ』俳優座劇場、地方
- 『一銭陶貨〜七億分の一の奇跡〜』（本公演）紀伊國屋サザンシアターTAKASHIMAYA

2020年
- 『歳月/動員挿話』《歳月に出演》（アトリエ）
- 『女の一生』府中の森芸術劇場　ふるさとホール　他
- 『ガールズ・イン・クライシス』(アトリエ)

2021年
- 『Oslo(オスロ)』（パソナグループ）新国立劇場、他
- 『大金塊』（キッズシアター）演出：所奏
- 『ジャンガリアン』【演出：松本祐子】（本公演）紀伊國屋サザンシアターTAKASHIMAYA

2022年
- 『コーヒーと恋愛』【演出：五戸真理枝】(アトリエ) - 主演 坂井モエ子 役[1][2]
- 『野鴨 -Vildanden-』【演出：上村聡史】世田谷パブリックシアター

2023年
- 『夏の夜の夢』【演出：鵜山仁】（本公演）紀伊國屋サザンシアターTAKASHIMAYA
- 『アナトミー・オブ・ア・スーサイド』【演出：生田みゆき】(アトリエ)

2024年
- 『アンドーラ』【演出：西本由香】（アトリエ）

2025年
- 『もうひとりのわたしへ』【演出：五戸真理枝】（本公演）紀伊國屋サザンシアターTAKASHIMAYA[3]
- 『華岡青洲の妻』【演出：鵜山仁】（本公演）紀伊國屋サザンシアターTAKASHIMAYA 他[3]
- 『これが戦争だ』【演出：生田みゆき】（EVIDENT PROMOTION）シアター711[4]

### テレビ
- 『まばたきで“あいしています”〜巻子の言霊〜』NHK BSプレミアム
- 『相棒season13』⑯EX
- 『シャキーン！』「それをやっちゃあ おしまいよ」Eテレ
- 『風間公親－教場ー』⑦フジテレビ
- 『仮想儀礼』⑨NHK BSプレミアム
- 『仮面ライダーガヴ』第37・38話（2025年、テレビ朝日） - 安藤玲奈

### 映画
- 『決戦は日曜日』※声の出演　監督：坂下雄一郎　配給：クロックワークス

### ラジオドラマ
- FMシアター(NHK)
  - 『2233歳』
  - 『八時五分の男』
  - 『師匠と私と飴色のレシピ』NHK
- 『青き風吹く』（NHKFM、特集オーディオドラマ）
- 『木更津花街草子』（NHK）
- 青春アドベンチャー（NHK）
  - 『イレーナの帰還』
  - 『かおる、ストーリーボックス』
  - 『嘘の木』

### ボイスオーバー
- 『NHKスペシャル きのこ雲の下で何が起きていたのか』NHK

### CM
- 『「結婚式」篇』日本郵政
- 『KUMONのふしぎ「先生」編 』KUMON